# انیس‌العشاق
انیس العشاق نام کتابی است از شرف‌الدین رامی است.

## دربارهٔ کتاب
این کتاب مجموعهٔ مترادفات جوارح و اعضا یا سفینه اوصاف سراپای محبوبه‌هاست و بدین سبک و شیوه کتابی بی‌نظیر به زبان پارسی است. انیس‌العشاق کتابی است در شرح اصطلاحات شاعران از موی و ابروی و مژگان و خط و لب و دهان و گردن و ساعد و قد و ساق و جبین و چشم و روی و خال و... مؤلف در هر باب کتاب به یکی از این اصطلاحات پرداخته و شواهدی از شاعران دیگر آورده است‌. در این کتاب غیر از انیس‌العشّاق‌، رسالات و اشعاری از شرف‌الدین رامی هم فراهم آمده است‌.

## محتوای کتاب
نویسنده این کتاب در مقدمه آن می‌گوید «زمانی در عهد سلطان السلاطین شیخ اویس خان بهادر در مراغه نزد شیخ طوسی بودم در مجلسی سخن از زیبائیهای طبیعت و نوروز شنیدم به وجهی که در این باب بحث زیاد شد و کلام از مباحثه به مجادله انجامید و مضمون مبحث مفهوم نشد اما من سخن را گرانمایه دیدم و پس از آن مجلس این نسخه را که مشتمل است بر اوصاف حسن خوبان در نوزده باب گردآوردم».

## نسخه‌های کتاب
نسخه‌ای از این کتاب در کتابخانه انجمن آثار و مفاخر فرهنگی موجود است.

## چاپ کتاب
این کتاب یک بار با تصحیح عباس اقبال اشتیانی و یک بار نیز با تصحیح محسن کیانی منتشر شده است.